# Manufacture du textile en Grande-Bretagne
L’un des premiers développements de la Révolution industrielle concerne les changements dans l’industrie textile en Grande-Bretagne. La Révolution industrielle a commencé par la croissance de la production textile qui s’est produite au milieu des années 1700. Cette croissance a été encouragée par trois phénomènes. Premièrement, il y avait déjà une production textile organisée, fondement pour élaborer un système beaucoup plus efficace. La seconde est l’augmentation de la production de coton à cause de l'esclavage américain qui permet une production à moindre coût. Un troisième phénomène est la mécanisation de l’industrie grâce à plusieurs inventions.

La spinning jenny.

Avant le milieu du XVIIIe siècle, la production textile se faisait à domicile. Un système appelé « domestic system » ou « putting out system » dominait la production textile. C’est-à-dire que les familles (des fermiers, par exemple) recevaient le coton brut et filaient le fil à la main. Puis on rendait le produit transformé au vendeur. Aussi le processus de production était-il stagnant, celui-ci n'étant ni rapide ni bien régulé. Cette organisation va cependant stimuler des avancées au niveau des modes de fabrication, et finalement l'industrialisation de la production textile.

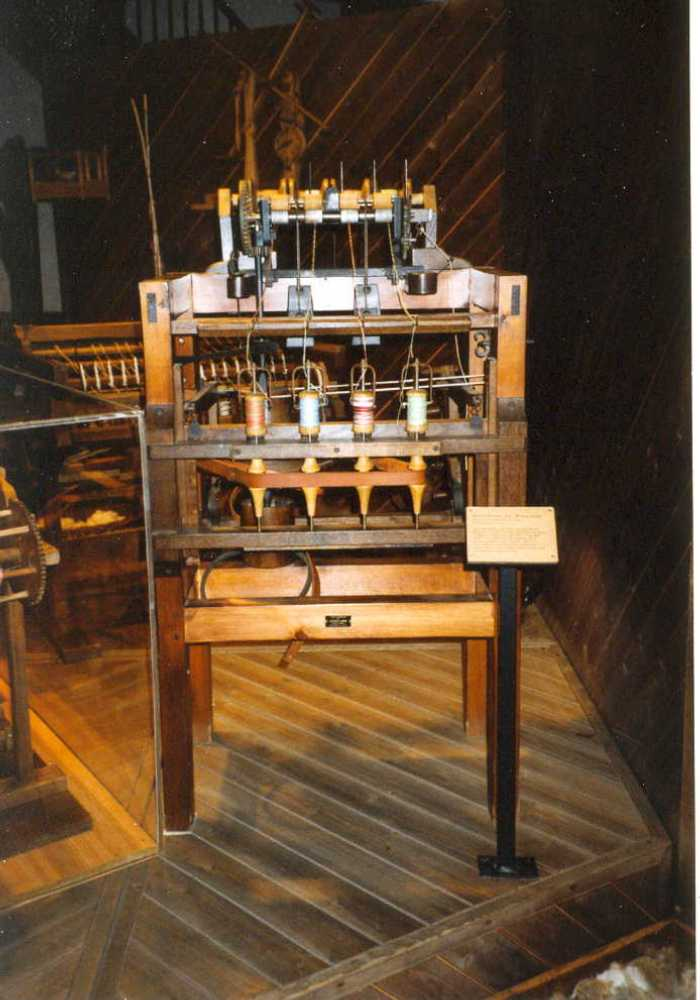
Une Waterframe.

Entre la fin du XVIIIe et le début du XIXe siècle, la production de coton a augmenté de façon significative. Les Américains ont inondé le marché mondial. Cette augmentation a permis la baisse des coûts, et donc le coton est maintenant beaucoup moins cher. La baisse des prix encourage l’achat de coton d'où l'augmentation de la production textile. La Grande-Bretagne recevait en outre du coton à meilleur marché qui venait d'Égypte.
La mécanisation de la production textile a permis l'augmentation de cette production grâce à plusieurs inventions. C’est peut-être le phénomène le plus important, parce que c’est une marque de l’industrialisation. En 1765, James Hargreaves, un tisserand anglais, invente la spinning jenny, un rouet à huit broches. Avec cette invention, un ouvrier peut donc travailler avec huit broches au lieu d’une seule. Puis, en 1762, Richard Arkwright invente la water frame, la première fileuse mécanique. En fait, cette invention s'inspire du modèle de la machine à filer de Thomas Highs. La water-frame exploite l’énergie hydraulique pour la faire fonctionner. En 1779, Samuel Crompton crée la spinning mule qui met en œuvre quatre cents broches, fonctionnant à l’énergie hydraulique ou au charbon. En outre, la fabrication de ces machines coûtait beaucoup moins cher que la plupart des inventions industrielles, parce qu’elles étaient fabriquées avec du bois. Ainsi toutes ces inventions multipliaient la production tout en ayant un faible prix de revient.
Dans la plupart des nations européennes, la mécanisation de la production textile a précédé l'industrialisation générale. C’est-à-dire que l'industrie textile est la première à avoir été touchée fortement par la Révolution industrielle. En plus, c'est en Grande-Bretagne que cette industrie a commencé initialement son expansion. Industrie de pointe en Europe au début du XVIIIe siècle, elle amorçait l'émergence de la puissance de la Révolution industrielle.